# Elvis Gregory
Elvis Gregory, född den 18 maj 1971 i Havanna, Kuba, är en kubansk fäktare som bland annat tog OS-brons i herrarnas lagtävling i florett i samband med de olympiska fäktningstävlingarna 1996 i Atlanta.